# CDR (format grafiki wektorowej)
CDR – format grafiki wektorowej stworzony przez firmę Corel Corporation. Rozszerzenie CDR jest domyślnym dla zapisu plików w programie CorelDraw. Format CDR zapewnia podobną funkcjonalność do formatu AI, natywnego dla programu Adobe Illustrator.